# Z2
Z2 var en computer opbygget af mekanik og relæer af den tyske computer-pioner Konrad Zuse i 1939.  Z2 var en videreudvikling af Z1 og anvendte det samme mekaniske lager  som Z1, men anvendte aritmetisk og kontrol logik opbygget med relæer (i stedet for mekanik som i Z1).
I moderne forstand er Z2 snarere en avanceret regnemaskine end en egentlig computer.